# Bulgarii din Turcia
Bulgarii din Turcia sunt rămășițe ale populației bulgare cândva numeroase din Tracia de Est și dintr-o parte a Asiei Mici. Astăzi au mai rămas aproximativ 500 de bulgari creștini în Turcia, în principal în orașul Istanbul și mai puțin în orașul Edirne. În Istanbul, aceștia sunt concentrați în districtul Ortakoy.

## Galerie

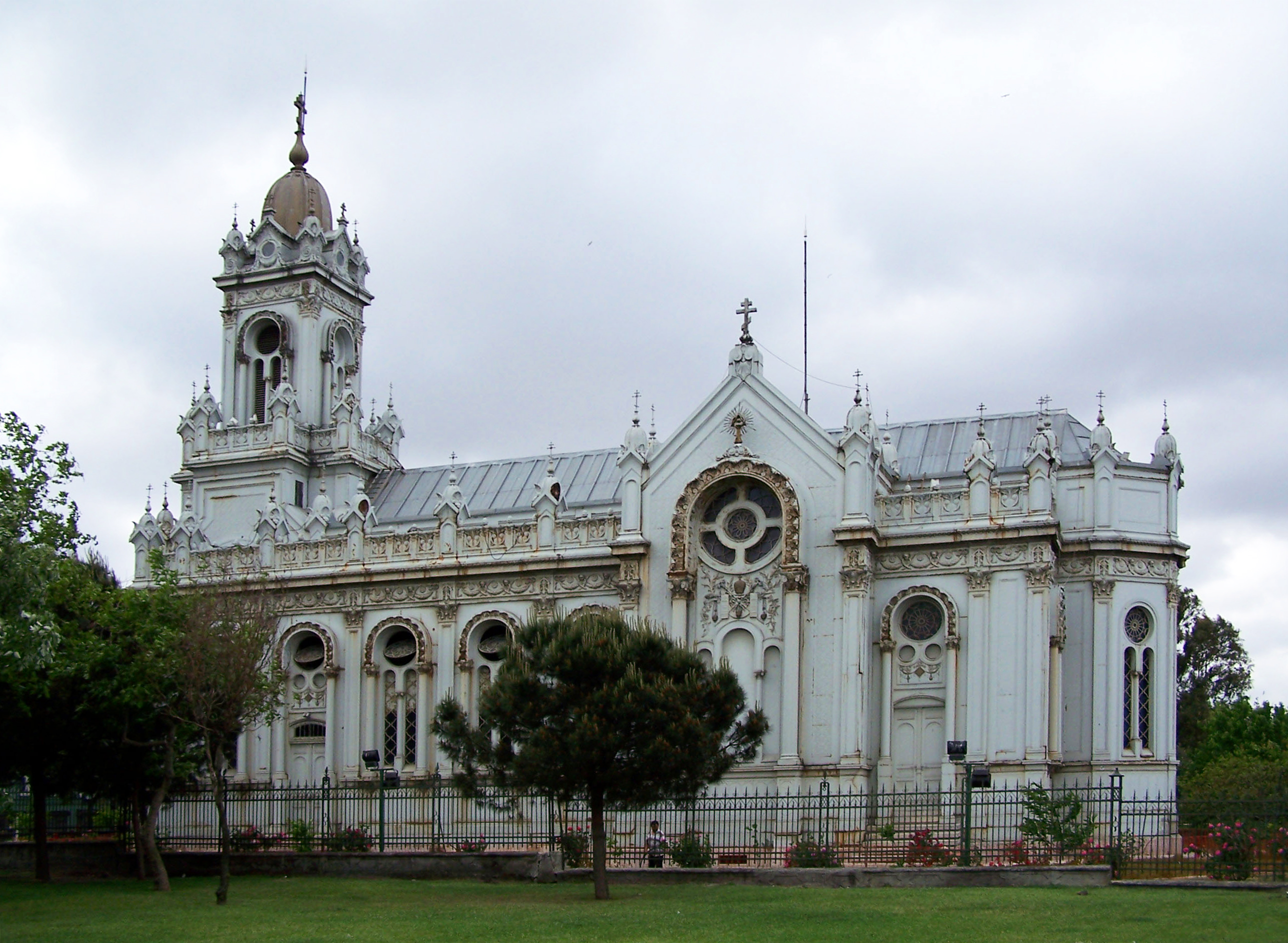
Biserica bulgară din fier „Sfântul Ștefan” din Istanbul
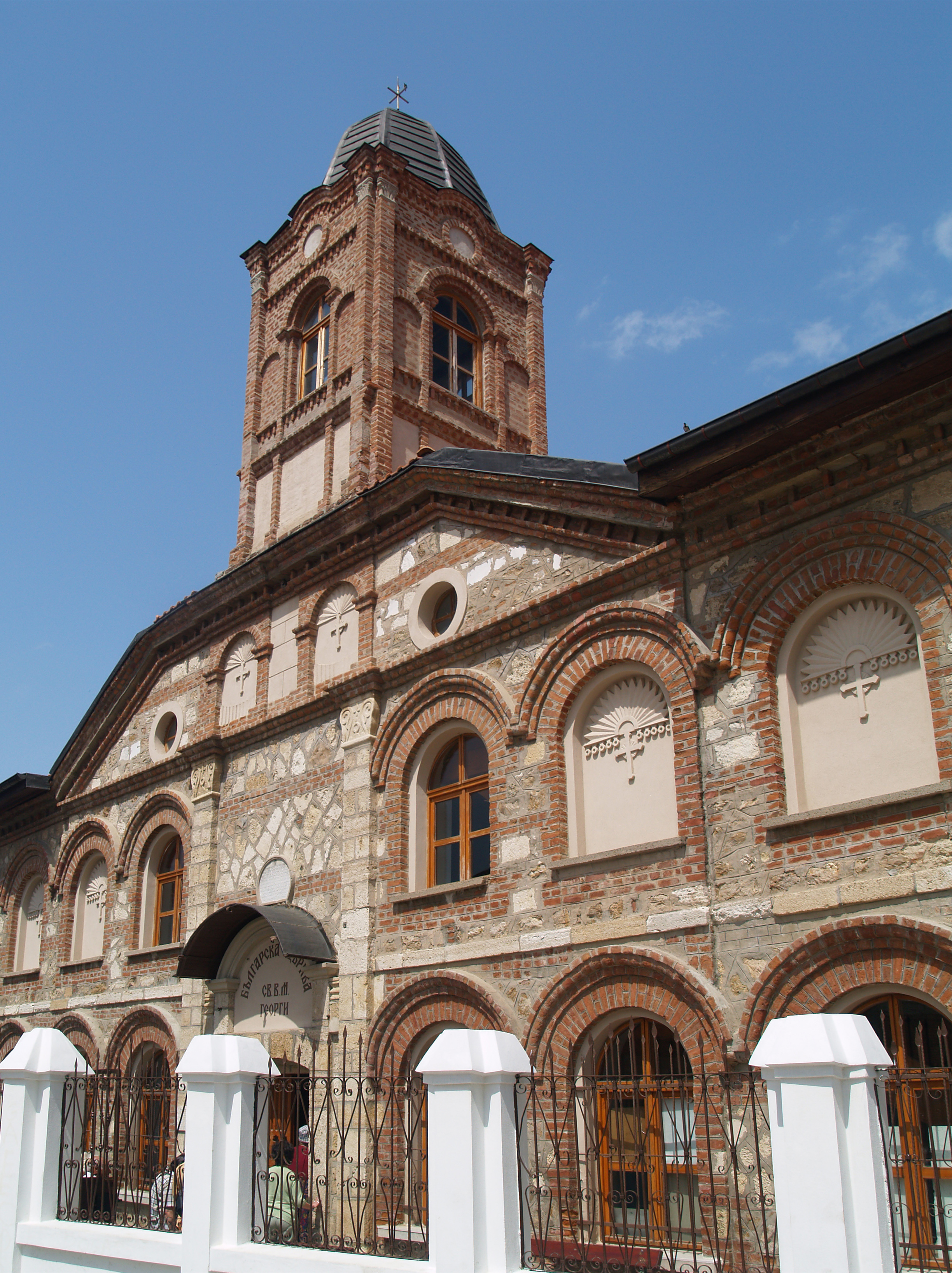
Biserica bulgară „Sfântul Gheorghe” din Edirne
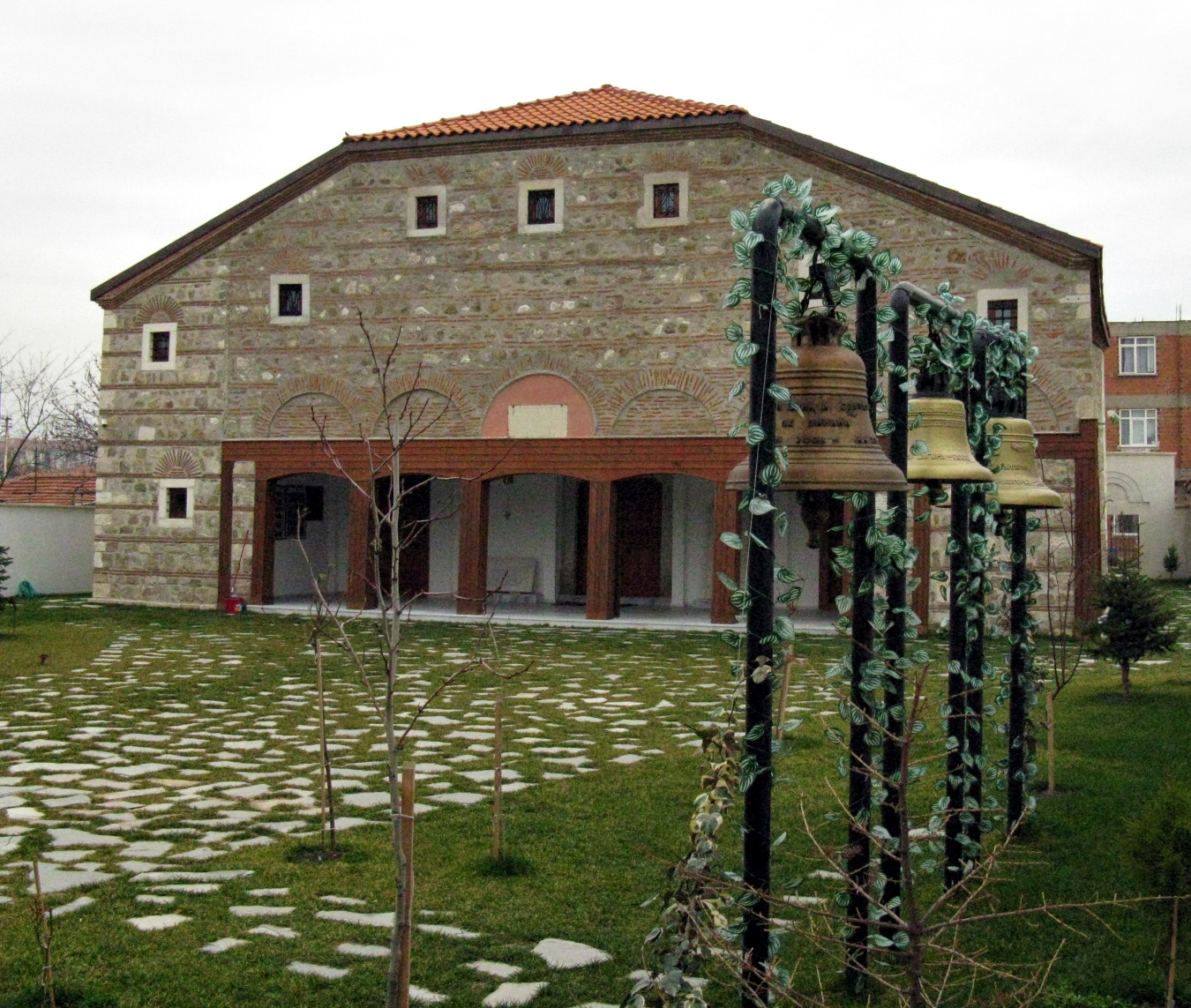
Biserica bulgară „Sfinții Constantin și Elena” din Edirne